# Adolph Moritz List
Adolph Moritz List (* 12. November 1861 in Olchowatka, Gouvernement Woronesch; † 17. Juni 1938 in Magdeburg) war ein deutscher Chemiker.

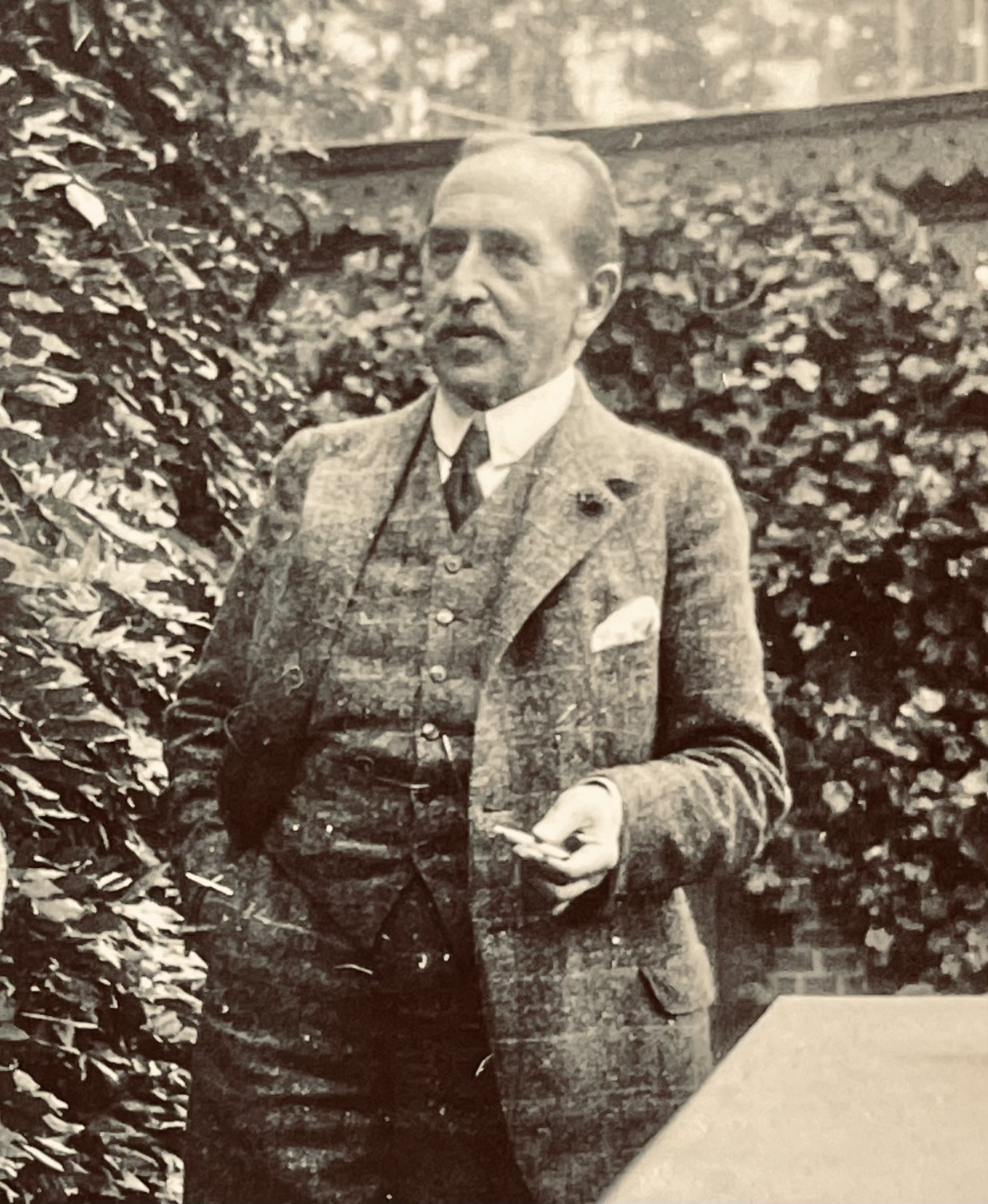
Adolph Moritz List auf seinem Landsitz Rosenkrug

## Leben
Adolph Moritz List wurde als Sohn von Adolph List (1823–1885), einem deutschen Techniker, der in Russland die erste Zuckerfabrik errichtet hatte, und Flora List, gebürtige Fass geboren. Er hatte fünf Geschwister, sein Onkel war der Unternehmer Gustav List.
Adolph Moritz List studierte Chemie und Agrarwissenschaften in Leipzig und promovierte im Mai 1885 zum Dr. phil. mit der Arbeit Untersuchungen über die in und auf dem Körper des gesunden Schafes vorkommenden niederen Pilze.
1886 trat er für seinen verstorbenen Vater als Komplementär in den Gesellschaftervertrag mit Constantin Fahlberg zur Gründung der weltweit ersten Saccharinfabrik, der Kommanditgesellschaft Fahlberg, List & Co., ein, die am 9. März 1887 in Salbke bei Magdeburg die Produktion aufnahm. Nach der Umwandlung in eine Aktiengesellschaft war er von 1900 bis 1919 Aufsichtsratsmitglied, dann bis Ende 1927 Vorstandsvorsitzender und wechselte danach wieder in den Aufsichtsrat. 1937 gab es antisemitische Angriffe gegen List. Der in Berlin-Zehlendorf lebende Fahlberg-List-Kleinaktionär, Otto Emersleben, warf List und seiner Ehefrau eine nichtarische Abstammung vor. Tatsächlich teilte die Fahlberg-List AG mit, dass das Nichtariertum Lists festgestellt worden sei. List, der sich selbst als Arier bezeichnet hatte und dessen Kinder bis dahin der NSDAP angehörten, musste ausscheiden.
List war auch in der Kaliindustrie tätig. 1895 war er der von Gerhard Korte gegründeten Bergwerksgesellschaft Gott mit uns II (später Burbach-Kaliwerke AG) beigetreten und war unter anderem als stellvertretender Aufsichtsratsvorsitzender der AG an vielen Unternehmungen Kortes beteiligt.
Als Kunstsammler besaß er eine Sammlung kostbarer Porzellane und kunstgewerblicher Gegenstände. Er wohnte in der Augustastraße 4, der heutigen Hegelstraße in Magdeburg.

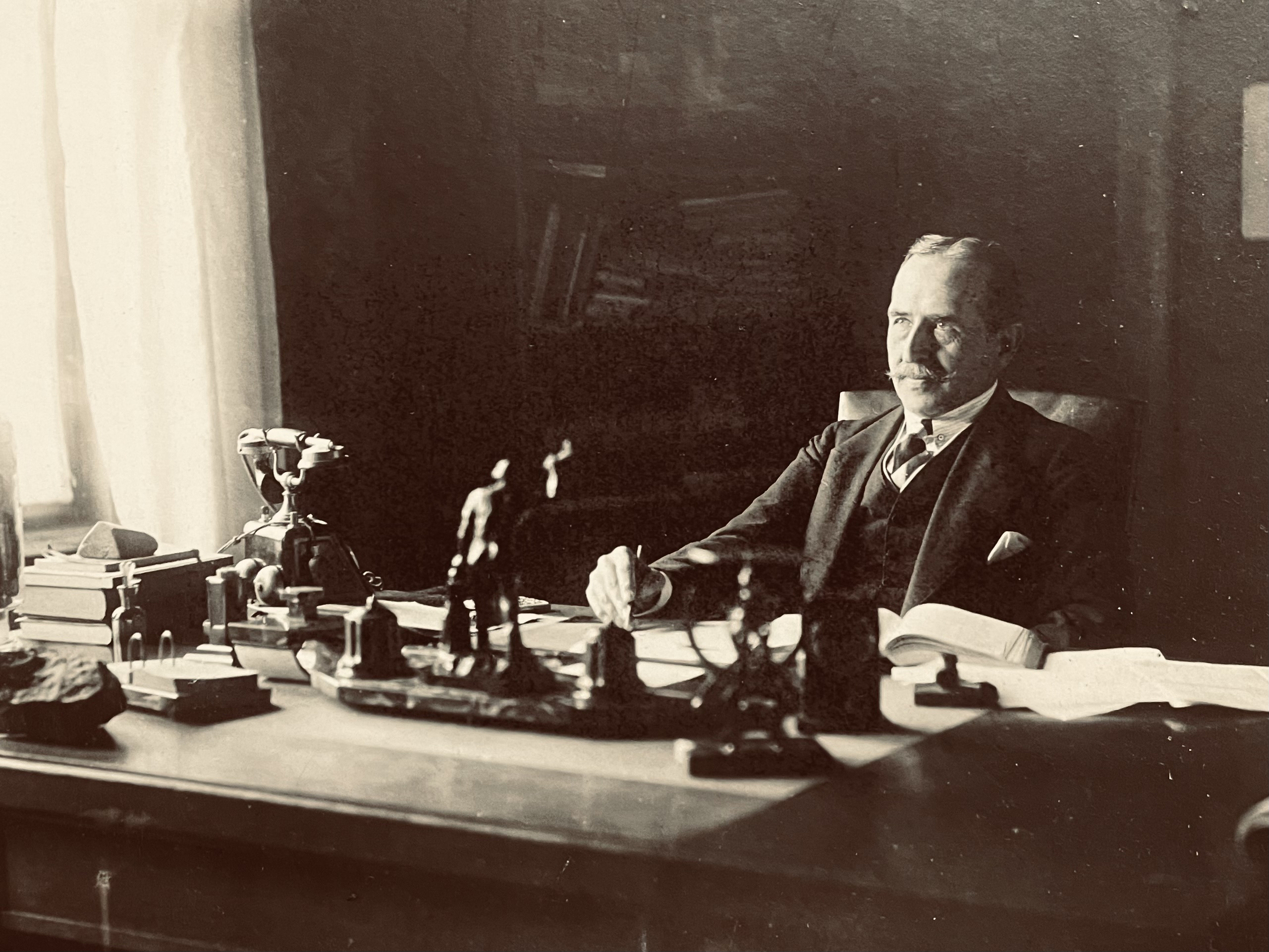
Adolph Moritz List in Magdeburg, Augustastraße 4

## Werke
- Saccharin: Benzoësäure-Sulfinid ; Dr. Fahlberg's neuer Süßstoff aus Steinkohlenteer ; eine Zusammenstellung der seit seinem Erscheinen auf Grund wissenschaftlicher Forschungen erster Autoritäten und praktischer Erfahrungen bedeutender Fachleute gewonnenen Resultate; 1893